# Verwaltungsgericht des Internationalen Währungsfonds
Das Verwaltungsgericht des Internationalen Währungsfonds (englisch International Monetary Fund Administrative Tribunal, IMFAT) ist ein internationales Gericht mit Zuständigkeit für die dienstrechtlichen Belange der rund 2.500 Mitarbeiter des Internationalen Währungsfonds (IWF). Es entstand am 13. Januar 1994 und hat rückwirkende Jurisdiktion bis zum 15. Oktober 1992. Sitz des Gerichts ist Washington, D.C., der Hauptsitz des IWF.

## Zuständigkeit und Rechtsgrundlagen
Das Verwaltungsgericht des Internationalen Währungsfonds ist zuständig für Entscheidungen über Anträge von Mitarbeitern des IWF, welche die Rechtmäßigkeit einer Verwaltungsentscheidung zum Inhalt haben, durch die sich ein Mitarbeiter nachteilig betroffen sieht. Dies schließt Entscheidungen, welche die Regelungen des IWF zur Altersversorgung seiner Mitarbeiter betreffen, mit ein. Die Rechtsgrundlagen des Gerichts sind das vom Gouverneursrat des IWF beschlossene und am 15. Oktober 1992 in Kraft getretene Statut in der Fassung von 2009, die vom Gericht verabschiedeten und seit dem 18. Februar 1994 geltenden Verfahrensregeln in der Fassung von 2004 sowie der am 6. März 2012 vom Gericht beschlossene und am 17. April 2012 ergänzte Verhaltenskodex für die Richter (Code of Judicial Conduct).

## Organisation und Arbeitsweise
Dem Verwaltungsgericht des Internationalen Währungsfonds gehören fünf Richter an, die aus den Mitgliedsstaaten des IWF stammen. Die Ernennung der Richter erfolgt durch den geschäftsführenden Direktor des IWF, im Fall des Gerichtspräsidenten zusätzlich mit Zustimmung durch das IWF-Exekutivdirektorium, für eine Amtszeit von vier Jahren. Eine Wiederernennung ist zweimal möglich. Die Richter dürfen vor ihrer Ernennung, während ihrer Tätigkeit und nach dem Ende ihrer Amtszeit in keinem anderen Beschäftigungsverhältnis für den IWF tätig sein.
Das Gericht nimmt Anträge nur dann zur Entscheidung an, wenn der Antragsteller zuvor alle internen Einspruchs- und Klärungsmöglichkeiten ausgeschöpft hat. Fälle werden durch Panel aus jeweils drei Richtern entschieden, deren Zusammensetzung vom Präsidenten des Gerichts festgelegt wird, der im Regelfall auch selbst dem Panel angehört. Ist der Präsident aufgrund von Befangenheit oder sonstiger Umstände nicht in der Lage, an den Anhörungen zu einem Fall teilzunehmen, nimmt der dienstälteste oder bei gleichem Dienstalter der älteste Richter im Panel die Aufgaben des Präsidenten wahr. Beschlüsse werden mit einfacher Mehrheit gefällt. Alle Entscheidungen des Gerichts sind endgültig mit Ausnahme der Möglichkeit zur Revision innerhalb eines Jahres nach der Entscheidung beim Vorliegen neuer entscheidungsrelevanter Fakten. Die Arbeitssprache des Gerichts ist Englisch.
Derzeitige Präsidentin des Gerichts ist die südafrikanische Juristin Catherine O’Regan. Als weitere Richter fungieren Andrés Rigo Sureda aus Spanien, Jan Paulsson aus Schweden, Edith Brown Weiss aus den USA und Francisco Orrego Vicuña aus Chile.